# Loch Maree
Loch Maree är en sjö i Storbritannien. Den ligger i kommunen Highland och riksdelen Skottland, i den nordvästra delen av landet, 800 km nordväst om huvudstaden London. Loch Maree ligger 10 meter över havet. Arean är 28,6 kvadratkilometer.